# پاول موروز
پاول موروز (به انگلیسی: Pavel Moroz) (متولد ۲۶ فوریه ۱۹۸۷ در مسکو) بازیکن والیبال اهل روسیه، عضو تیم ملی والیبال روسیه و باشگاه لوکوموتیو نووسیبیرسک است.